# Orosz huszárság

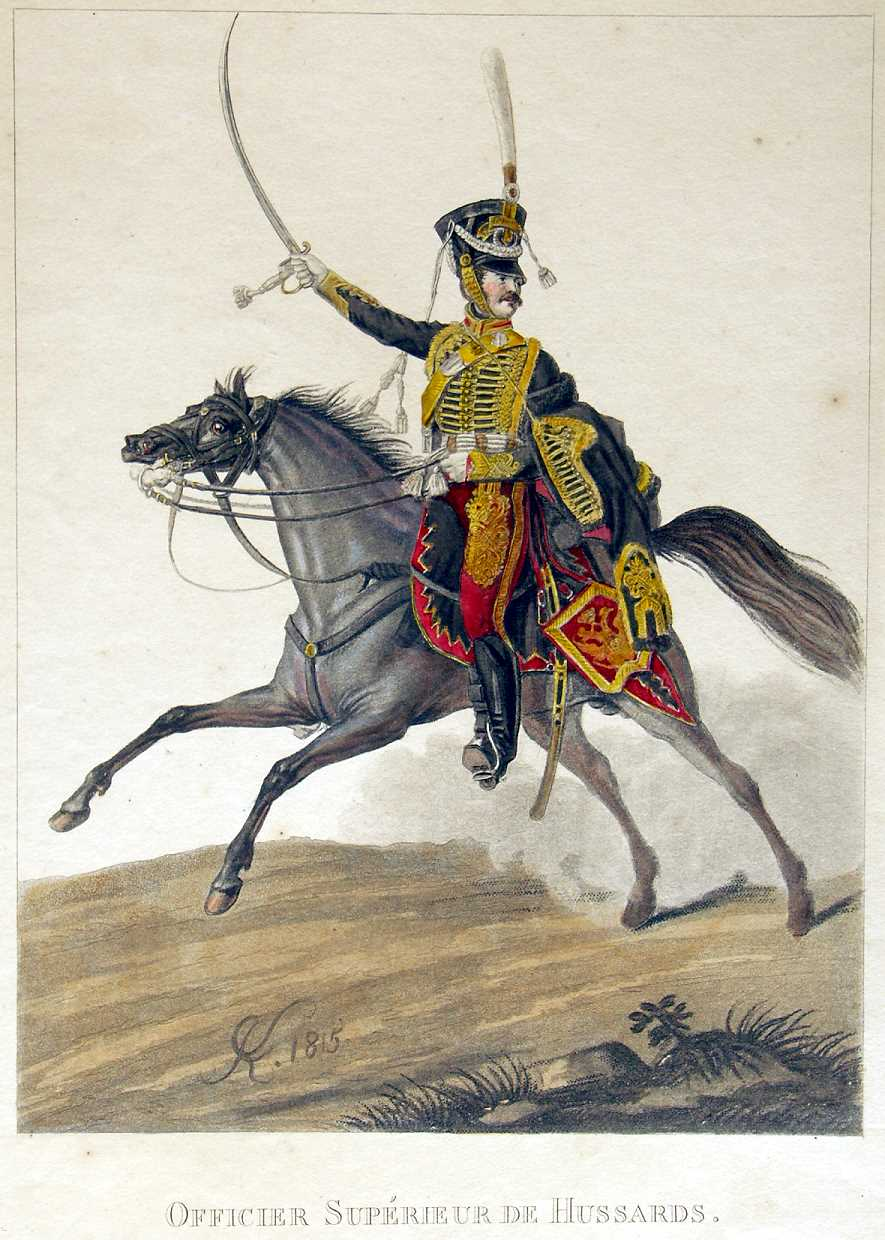
Orosz huszár a 19. század első feléből.

Az orosz huszárság, mint fegyvernem a 18. században az orosz haderő részeként szolgált.    

## Története

### Középkor
A huszárokhoz némiképp hasonló lovasságot szervezett már IV. Iván orosz cár is, ezeket a  lovasokat úgynevezett "guszári"-nak nevezték. Ezek inkább a nehéz lovasságként szervezett és harcoló csapatok voltak és csak I. Péter orosz cár uralkodása alatt vetették le magukról a lovasok súlyos vérteket s harcoltak huszár, könnyűlovas harcmodorban.

### Az orosz huszárság megszületése

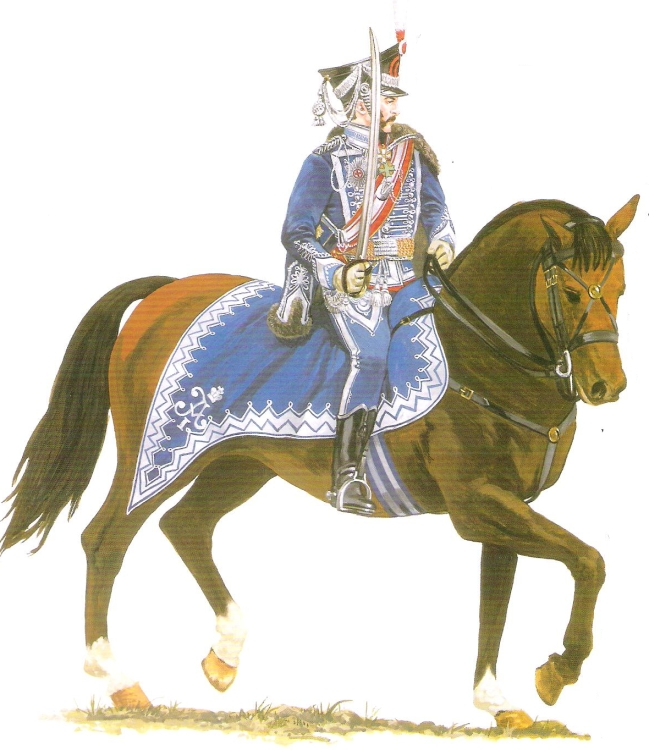
Orosz huszár a Grodnói ezredből 1812-ben.

A 18. században szerveztek meg először igazi könnylovas harcmodorban harcoló orosz határőr huszárokat és úgynevezett pandúr telepeseket. Az orosz huszárság eredetérre több adat is utal. Felmerült olyan is, hogy már a magyar Rákóczi-szabadságharc előtt is voltak jelen az orosz hadseregben huszárok, az úgynevezett Szumi huszárok, akik egészen 1651-ig vezették vissza eredetüket. Mindenesetre Nagy Péter cár 1707-ben kiadott hadsereg-szervezési tervében szerep jutott a huszároknak. Valószínűsíthető az is, hogy az orosz huszárság kialakulásában komoly szerepet játszott a lengyel hatás is. A lengyel hadseregben korábban is voltak úgynevezett ussarok, közvetlen a magyar huszárral párhuzamosan fejlődő lengyel lovaskatonák.
A Rákóczi-szabadságharc bukása következtében rengeteg volt kuruckatona állt orosz zászló alá. Az orosz vezérkar 1738-ban Máriássy Ádámot, az egykori kuruc kapitányt bízta meg, hogy toborozzon az orosz hadsereg számára huszárokat a Törökországhoz tartozó Rodostóban. Ezen a módon hét cári orosz huszárezredet is sikerült felállítani. Minden ezredbe egy századnyi magyar kiképző került és az ezredparancsnokokat is többnyire volt magyar tisztekből nevezték ki.

### A 19. század
A 19. században az orosz huszárság minden háborúban részt vett, amibe az Orosz Birodalom belekerült. A napóleoni háborúk idején összesen 11 orosz huszárezred szolgált és harcolt a franciák ellen. Később a lovasság elavultsága miatt, erre a fegyvernemre már nem jutott főszerep. A 20. században még jelen volt, de már nem bírt nagyobb jelentőséggel. Az első világháború során, még a keleti front néhány csatájában ugyan jeleskedtek orosz lovasok, de ezek főleg kozákok voltak. Később a lovasságnak végleg bealkonyult, és helyette megjelentek az orosz páncélosok.

## Képgaléria

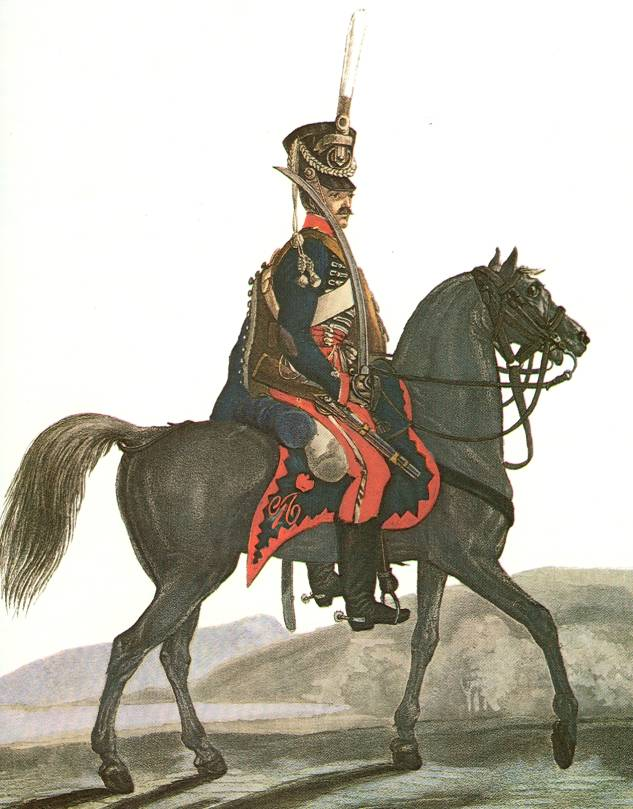
Orosz huszár
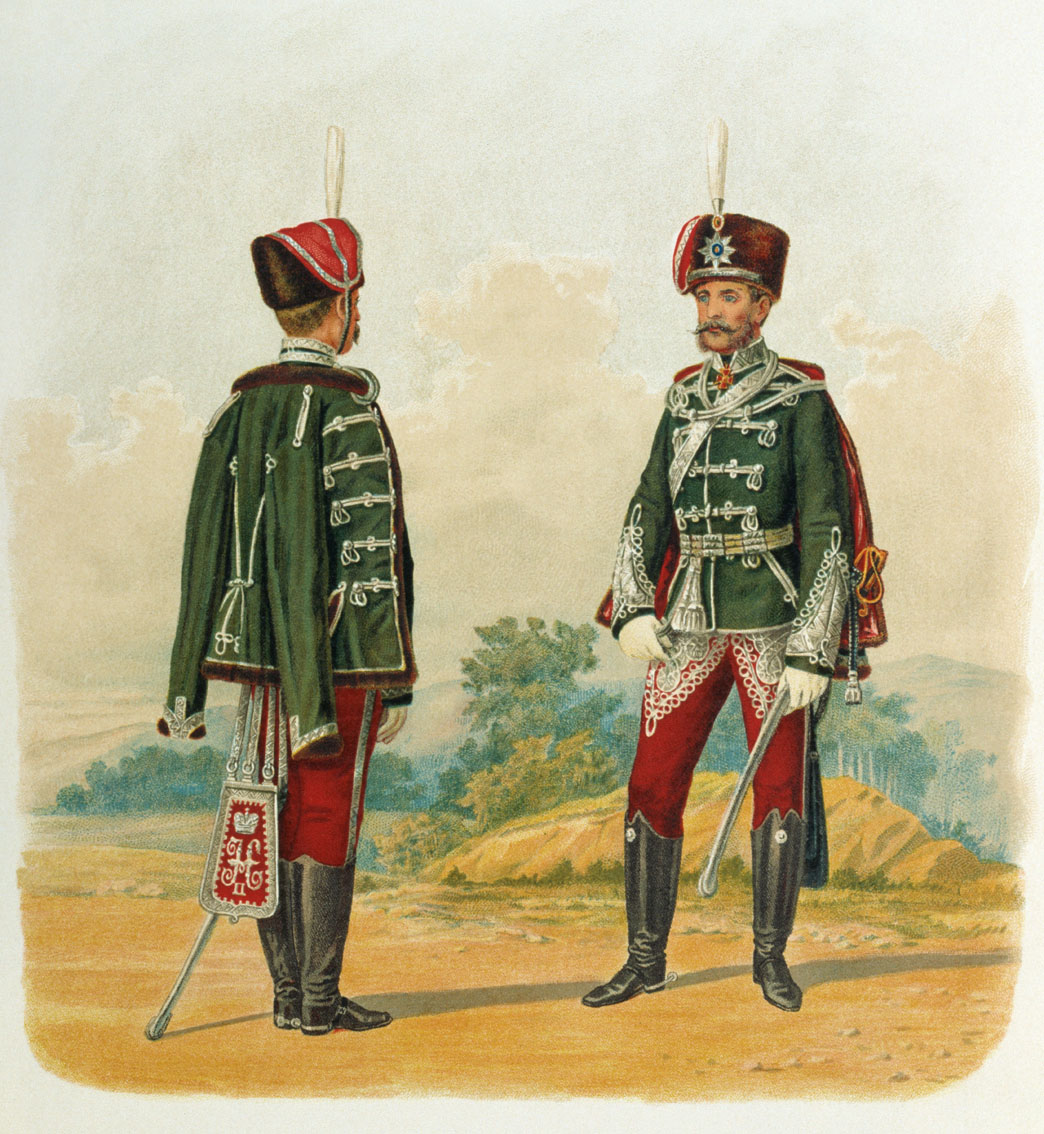
Orosz huszár a Grodnói ezredből
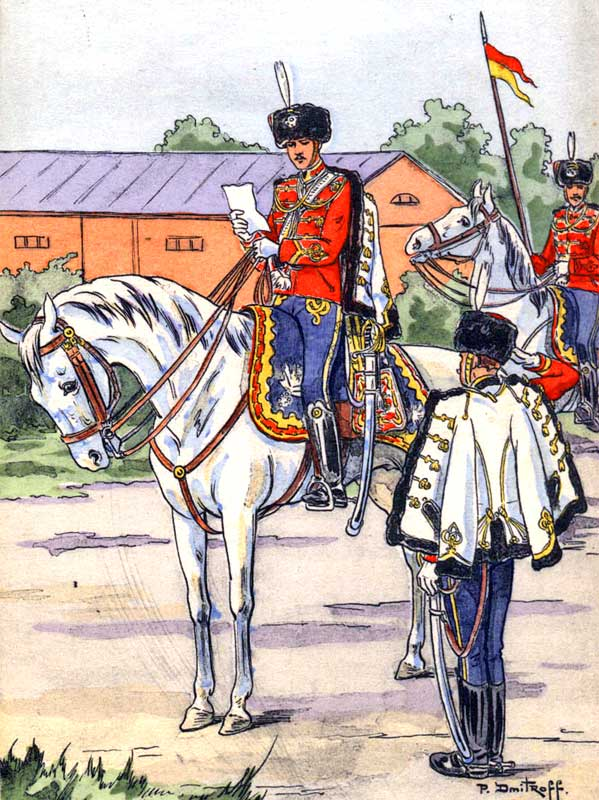
Orosz huszárok
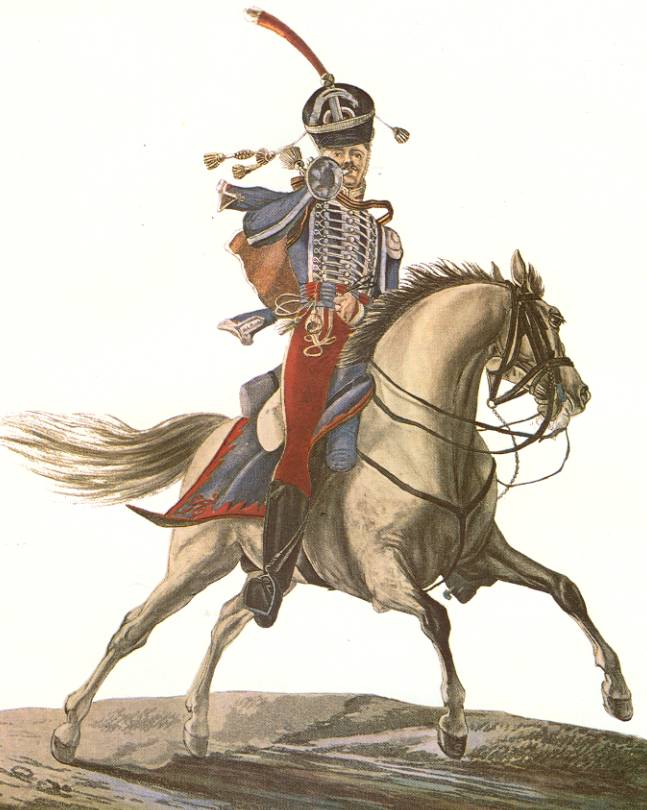
Orosz huszár